# بیمارستان تنفسی سینا
بیمارستان تنفسی سینا بیمارستانی است درمانی واقع در شهر زابل، استان سیستان و بلوچستان وابسته به دانشگاه علوم پزشکی زابل است.